# Фуркан Андич
Фуркан Андич (тур. Furkan Andıç; нар. 4 квітня 1990, Стамбул, Туреччина) — турецький актор і модель.

## Біографія
Фуркан Андич народився і виріс у Стамбулі. Його мати боснійського походження, а батько з Трабзона. Крім Фуркана в сім'ї було ще двоє братів, старший і молодший. У 19 років, юнак вирушив вчитися до Києва. Фуркан з відзнакою закінчив мовні курси, потім перевівся на економічний факультет, але ритм великого міста виявився стомливим для молодого хлопця, і по закінченню навчання, він повернувся до Туреччини.
Прибувши в рідну країну, молодий хлопець, за порадою близького приятеля, влаштовується працювати в рекламне агентство, яке обіцяло просування на телебаченні по кар'єрних сходах. Кар'єра молодого Фуркана починається зі знімання в рекламних роликах. Вперше молодого чоловіка запрошують на знімання серіалу в 2011 році, на епізодичну роль Мерта в багатосерійному фільмі «Щоденники коледжу». Через рік актор взяв участь в зніманні картини «Відчайдушні домогосподарки», турецької версії однойменного серіалу. Після виходу цієї стрічки на великі екрани Туреччини, актора стали запрошувати зніматися в багато фільмів, в тому числі і на ролі головних героїв.
У 2017 році знявся в серіалі «Кохання Мер'єм» в ролі Саваша Саргуна.

## Фільмографія
| Рік  |   | Українська назва | Оригінальна назва                 | Роль   |
| ---- | - | ---------------- | --------------------------------- | ------ |
| 2011 | с | -                | Kolej Günlüğü                     | Мерт   |
| 2011 | с | -                | Umutsuz Ev Kadınları              | Левент |
| 2012 | с | -                | Adını Feriha Koydum: Emir'in Yolu | Селім  |
| 2013 | с | -                | Yağmurdan Kaçarken                | Харун  |
| 2013 | с | -                | Aşk Ekmek Hayaller                | Алтан  |
| 2014 | с | -                | Kaçak Gelinler                    | Селім  |
| 2015 | с | -                | Kırgın Çiçekler                   | Гокхам |
| 2016 | с | Солодка помста   | Tatlı İntikam                     | Сінан  |
| 2017 | с | Кохання Мер’єм   | Meryem                            | Саваш  |
| 2017 | ф | -                | Damat Takımı                      | Омер   |
| 2019 | с | -                | Kardeş Çocukları                  | Волкан |
| 2019 | с | Скрізь тільки ти | Her Yerde Sen                     | Демір  |
| 2020 | с | -                | Çatı Katı Aşk                     | Атеш   |
| 2022 | с | Шкільна дошка    | Kara Tahta                        | Атлас  |

## Нагороди та премії
| Рік  | Нагорода                     | Премія                                | Проект           | Результат |
| ---- | ---------------------------- | ------------------------------------- | ---------------- | --------- |
| 2016 | 43. Премія «Золотий метелик» | Найкращий актор у комедійному серіалі | Солодка помста   | Номінація |
| 2016 | 43. Премія «Золотий метелик» | Найкраща пара серіалу (Пелін - Сінан) | Солодка помста   | Перемога  |
| 2020 | 46. Премія «Золотий метелик» | Найкраща актор романтичної комедії    | Скрізь тільки ти | Номінація |
| 2020 | 46. Премія «Золотий метелик» | Найкраща пара серіалу (Селін - Демір) | Скрізь тільки ти | Перемога  |